# Marie Agerhäll
Marie Elisabeth Agerhäll, född 4 november 1982 i Vällingby församling, Stockholms län, är en svensk manusförfattare, regissör och skådespelerska.
Agerhäll är uppväxt i Hässelby och Vällingby. Hon har studerat journalistik på Södertörns högskola.
Hon har arbetat på olika positioner med TV-program som Babel, Alla är fotografer och Fråga Lund. Hon har producerat, skrivit, regisserat samt spelar en av huvudrollerna i humorserien Dips som hade premiär på SVT 2018. Serien blev omtalad, vann Det Svenska Humorpriset 2019 och 2021, och var ett av SVT:s mest strömmade program på SVT Play.
Agerhäll är gift med komikern Jesper Rönndahl. Tillsammans har de två barn.
Den 23 juli 2022 var Agerhäll värd för Sommar i P1.
Säsongerna 2022/2023 och 2023/2024 vann hon underhållningsprogrammet På Spåret tillsammans med Fritte Fritzson.